# Isostenygra
Isostenygra is een kevergeslacht uit de familie van de boktorren (Cerambycidae). De wetenschappelijke naam van het geslacht werd voor het eerst geldig gepubliceerd in 1999 door Martins & Galileo.

## Soorten
Isostenygra is monotypisch en omvat slechts de volgende soort:
- Isostenygra monnei Martins & Galileo, 1999